# Incidental Inventions
Incidental Inventions é um livro de não ficção publicado pela escritora Elena Ferrante em 2019. O livro contém as colunas publicadas pelo autor no jornal inglês The Guardian, e traduzidas para o inglês para o jornal por Ann Goldstein .

## Conteúdo
Em 2017, Elena Ferrante foi convidada para escrever uma coluna semanal no The Guardian . Seus escritos foram publicados todos os domingos entre 20 de janeiro de 2018 e 12 de janeiro de 2019, traduzidos por Ann Goldstein. Elas eram acompanhadas de ilustração da artista plástica Andrea Ucini.

Os editores do The Guardian sugeriram temas para as colunas semanais, produzindo conteúdos variados. Como resultado, as colunas podem ser lidas isoladamente. Um dos temas mais comuns da série foi o processo de escrita de Ferrante. Em Keeping a Diary, a escritora comentou sobre sua tentativa inicial de escrever:
"Por que eu estava preocupada? Porque se, na vida cotidiana, eu estava tão embaraçada, tão cautelosa, que mal respirava, o diário produziu em mim uma ânsia de verdade. Achei que quando se escreve não faz sentido conter-se, censurar-se, e por isso escrevi sobretudo – talvez apenas – sobre aquilo que preferia calar, recorrendo entre outras coisas a um vocabulário que nunca teria ousado usar ao falar." 
Em outro, ela mencionou a adaptação ainda inédita de seu romance A Filha Perdida, que estava sendo transformado em filme de mesmo nome por Maggie Gyllenhall, alegando que jamais diria a uma diretora mulher para seguir seu texto de perto, e encorajando-a a contar sua própria história: "É a história dela para contar agora". 
Questões sobre feminismo e arte produzidas por mulheres são frequentes no texto, com Ferrante falando sobre seu tema frequentemente citado da amizade feminina,  o olhar masculino sobre a sexualidade,  a dificuldade das mulheres de se tornarem elas mesmas em um mundo feito para homens,  a política de reescrever histórias de gênero,  e como a literatura feminina ainda é percebida como de segunda categoria. 
Em outra coluna, ela discutiu a política de seu país, em uma rara mudança de assunto, ao falar contra a Lega Nord de Matteo Salvini . Ela afirma que o partido representa um verdadeiro perigo para a democracia devido à sua retórica racista, e afirma que Salvini "tornou-se cada vez mais persuasivo, dando a aparência de um homem comum de boa índole que entende profundamente os problemas das pessoas comuns e ao mesmo tempo momento certo bate seus punhos xenófobos e racistas na mesa." 

## Recepção
O livro foi elogiado pela crítica como uma oportunidade de ver um outro lado de Ferrante, que estava tentando sua sorte em escritos curtos de não ficção pela primeira vez. As colunas eram vistas como irregulares, algumas chamando mais atenção do que outras. 
Cassandra Luca, escrevendo para o Crimson, observou: "Esta coleção de ensaios é sutil. A escrita de Ferrante é semelhante a um sussurro de um amigo para outro: Ele profere a verdade que preferiria não ouvir, mas a diz de forma compacta e devastadora."  Stiliana Milkova acrescentou: "Como Frantumaglia, Incidental Inventions fornece uma visão do mundo da escritora e participa da construção de sua identidade autoral". 